# 1892
1892 (MDCCCXCII) fue un año bisiesto comenzado en viernes según el calendario gregoriano.

## Acontecimientos

### Enero
- 1 de enero: la isla Ellis empieza a admitir inmigrantes a los Estados Unidos.
- 3 de enero: nace J. R. R. Tolkien en Bloemfontein, Sudáfrica.
- 17 de enero: en Irán, el rey Naseredín Sha Qayar cancela la concesión del monopolio sobre el tabaco al británico Talbot ante las protestas generalizadas.

### Febrero
- 2 de febrero: en la Universidad de Madrid (España) Santiago Ramón y Cajal es nombrado catedrático de Histología y Anatomía Patológica.
- 23 de febrero: en el estado mexicano de Baja California se registra un terremoto de 7,2.

### Marzo
- 1 de marzo: en Atenas (Grecia), Theodoros Deligiannis termina su mandato como Primer ministro de Grecia.
- 21 de marzo: Un terremoto de 6,0 sacude la provincia argentina de Catamarca dejando varios fallecidos.

### Abril
- 10 de abril: un grupo de independentistas cubanos en el exilio, liderados por José Martí, Antonio Maceo y Máximo Gómez fundan el Partido Revolucionario Cubano.
- 19 y 21 de abril: dos terremotos de 6,4 y 6,2 dejan un fallecido en el norte del estado de California.

### Mayo
- 27 de mayo: Reino Unido formaliza su protectorado de las islas Gilbert y Ellice.

### Junio
- 13 de junio: en la ciudad de Kiev (capital de la Gubernia de Kiev), el gobernador Serguéi von der Launitz  inaugura el primer tranvía eléctrico del Imperio ruso.
- 30 de junio: en el estado de Pensilvania (Estados Unidos) comienza la huelga de Homestead, entre la Carnegie Steel Company y la Amalgamated Association of Iron and Steel Workers, conocida por sus iniciales AA o simplemente como "La Unión", sindicato de la misma.

### Agosto
- 15 de agosto: En Valparaíso, Chile se funda Santiago Wanderers

### Octubre
- 12 de octubre: en Argentina, Luis Sáenz Peña asume el cargo como presidente.

### Noviembre
- 1 de noviembre: 
  - En Estados Unidos, el demócrata Grover Cleveland recupera la presidencia al ganar al presidente republicano Benjamin Harrison por un margen de 247 votos electorales frente a los 197 del republicano Harrison.
  - En México, se funda del Club de Fútbol Pachuca.

### Diciembre
- 1 de diciembre: en México, el general Porfirio Díaz ocupa la presidencia por cuarta vez para el mandato presidencial 1892-1896.

## Arte y literatura
- Arthur Conan Doyle publica Las aventuras de Sherlock Holmes.
- Piotr Kropotkin publica La conquista del pan (ver el libro en línea).
- María Nieves y Bustamante publica su libro Jorge, el hijo del pueblo.
- Paul Gaugin termina su cuadro ¿Cuándo te casas?
- Robert Louis Stevenson publica "La resaca"
- Francisco Tárrega compone su obra Capricho árabe
- El economista y sociólogo austriaco Friedrich Freiherr von Wieser publica Die Werth Theorie (La Teoría del Valor).

## Ciencia y tecnología
- Hendrik Antoon Lorentz: La teoría electromagnética de Maxwell y su aplicación a los cuerpos en movimiento.
- Henri Poincaré: Termodinámica.
- En Buenos Aires, el inventor Juan Vucetich identifica a una asesina por sus huellas dactilares.
- Georg Kükenthal describe por primera vez el delfín atlántico de dorso giboso (Sousa teuszii).

## Música
- Giuseppe Verdi: Falstaff.
- Piotr Chaikovski: Cascanueces.
- Jules Massenet: Werther.

## Cine
- Pauvre Pierrot!, de Émile Reynaud.

## Deportes
- 15 de marzo: se funda en Inglaterra el Liverpool FC
- 25 de junio: se funda la FISA (Federación Internacional de Sociedades de Remo), en Turín (Francia).
- 15 de agosto: se funda en Valparaíso, Chile, el Club de Deportes Santiago Wanderers.

## Nacimientos

### Enero
- 3 de enero: John Ronald Reuel Tolkien, lingüista y escritor de fantasía británico (f. 1973).
- 4 de enero: María Díaz Cortés, mujer de etnia gitana que supuestamente llegó a tener 117 años de edad (f. 2009).
- 18 de enero: 
  - Henry Conover, ornitólogo estadounidense (f. 1950).
  - Oliver Hardy, actor estadounidense (f. 1957).
- 20 de enero: Raul Pilla, político, médico, periodista y profesor brasileño (f. 1973).
- 28 de enero: Ernst Lubitsch, cineasta estadounidense (f. 1947).

### Febrero
- 6 de febrero: William Parry Murphy, médico estadounidense, Premio Nobel de Medicina en 1934 (f. 1987).
- 8 de febrero: Ricardo García Ysunza, médico cirujano mexicano, director de la Escuela Nacional de Medicina, iniciativa de autonomía del Instituto Científico y Literario, masón (f. 1954).[1]
- 13 de febrero: Robert H. Jackson, fiscal general estadounidense (f. 1954).
- 17 de febrero: Oscar Soldati, periodista, caricaturista y pintor argentino (f. 1965).

### Marzo
- 6 de marzo: Victoria Kent, abogada y política republicana española.(f. 1987)
- 8 de marzo: Juana de Ibarbourou, escritora y poetisa uruguaya.(f. 1979)
- 16 de marzo: César Vallejo, poeta peruano reconocido mundialmente como uno de los poetas más innovadores del siglo XX.(f. 1938)
- 28 de marzo: Corneille Heymans, fisiólogo belga, premio nobel de medicina en 1938 (f. 1968).

### Abril
- 2 de abril: Hans Leybold, poeta expresionista alemán (f. 1914).
- 8 de abril: Richard Neutra, arquitecto austriaco (f. 1970).
- 11 de abril: Francesca Bertini, actriz italiana (f. 1985).
- 13 de abril: Robert Watson Watt, inventor del radar (f. 1973).
- 14 de abril: Vere Gordon Childe, arqueólogo australiano (f. 1957).
- 15 de abril: Corrie ten Boom, escritora y activista neerlandesa (f. 1983).
- 27 de abril: Albert Rudomine, fotógrafo francés (f. 1975).

### Mayo
- 2 de mayo: Barón Rojo (Manfred von Richthofen), aviador militar alemán (f. 1918).
- 3 de mayo: George Paget Thomson, físico británico, premio nobel de física en 1937 (f. 1975).
- 7 de mayo: Josip Broz Tito, militar yugoslavo, primer ministro entre 1945 y 1953, y presidente entre 1953 y 1980 (f. 1980).
- 22 de mayo: Alfonsina Storni, poetisa argentina (f. 1938).
- 23 de mayo: Rafael Moreno Aranzadi, futbolista español (f. 1923)

### Junio
- 12 de junio: 
  - Djuna Barnes, escritora estadounidense (f. 1982).
  - Ferdinand Schörner, general alemán (f. 1973).
- 16 de junio: Luisa Puchol, actriz y cantante española (f. 1965).
- 26 de junio: Pearl S. Buck, escritora estadounidense, premio nobel de literatura en 1938 (f. 1973).
- 30 de junio: Oswald Pohl, líder nazi alemán (f. 1951).

### Julio
- 8 de julio: 
  - Nikolai Nikolaevich Polikarpov, ingeniero aeronáutico soviético (f. 1944).
  - Richard Aldington, escritor y poeta británico (f. 1962).
- 15 de julio: Walter Benjamin, filósofo y escritor alemán (f. 1940).
- 23 de julio: Haile Selassie, emperador etíope entre 1930 y 1936, y entre 1941 y 1974 (f. 1975).
- 25 de julio: José Monegal, escritor y periodista uruguayo (f. 1968).
- 29 de julio: Salustiano Mas Cleries, médico militar español (f. 1955).

### Agosto
- 2 de agosto: Jack Warner, productor cinematográfico canadiense (f. 1978).
- 15 de agosto: Louis-Victor de Broglie, físico francés, premio nobel de física en 1929 (f. 1987).

### Septiembre
- 8 de septiembre: Natividad Almeda-Lopez, primera mujer abogada de las Filipinas (f. 1977).
- 10 de septiembre: Arthur Compton, físico estadounidense, premio nobel de física en 1927 (f. 1962).
- 15 de septiembre: Arturo Borja, poeta ecuatoriano (f. 1912).
- 23 de septiembre: Geneviève Tabouis, historiadora y periodista francesa (f. 1985).
- 26 de septiembre: Marina Tsvetáyeva, escritora rusa, que destacó como poeta y prosista (f. 1941).

### Octubre
- 1 de octubre: Emilio Pettoruti, pintor argentino (f. 1971).
- 23 de octubre: Gummo Marx, actor y cómico estadounidense (f. 1977).
- 31 de octubre: Enrique Claverol Estrada, Claverol, cantante asturiano de tonada, componente del grupo Los Cuatro Ases (f. 1950).

### Noviembre
- 8 de noviembre: Erminio Blotta, escultor argentino (f. 1976).
- 16 de noviembre: Tazio Nuvolari, piloto de automovilismo italiano (f. 1953).
- 17 de noviembre: Max Deutsch, compositor francés de origen austriaco (f. 1982).
- 18 de noviembre: D. E. Stevenson, novelista escocesa (f. 1973).
- 20 de noviembre: Tótila Albert Schneider, escultor chileno.

### Diciembre
- 4 de diciembre: Francisco Franco, militar, dictador y jefe de Estado español entre 1936 y 1975 (f. 1975).
- 11 de diciembre: Giacomo Lauri-Volpi, tenor italiano (f. 1979).
- 15 de diciembre: Valeriano León, actor español (f. 1955).

## Fallecimientos

### Enero
- 25 de enero: Ludovica Guillermina, reina alemana.

### Febrero
- 22 de febrero: José Velarde Yusti, poeta español (n. 1848).

### Marzo
- 26 de marzo: Walt Whitman, escritor estadounidense (n. 1819).

### Abril
- 22 de abril: Édouard Lalo, compositor francés

### Mayo
- 28 de mayo: Bahá'u'lláh, líder religioso árabe, fundador del bahaísmo (n. 1817).

### Julio
- 4 de julio: Luis Martos y Potestad, fue un militar y político conservador español (n. 1825).
- 16 de julio: Charles Ferdinand Latrille, militar francés (n. 1814).

### Agosto
- 9 de agosto: 

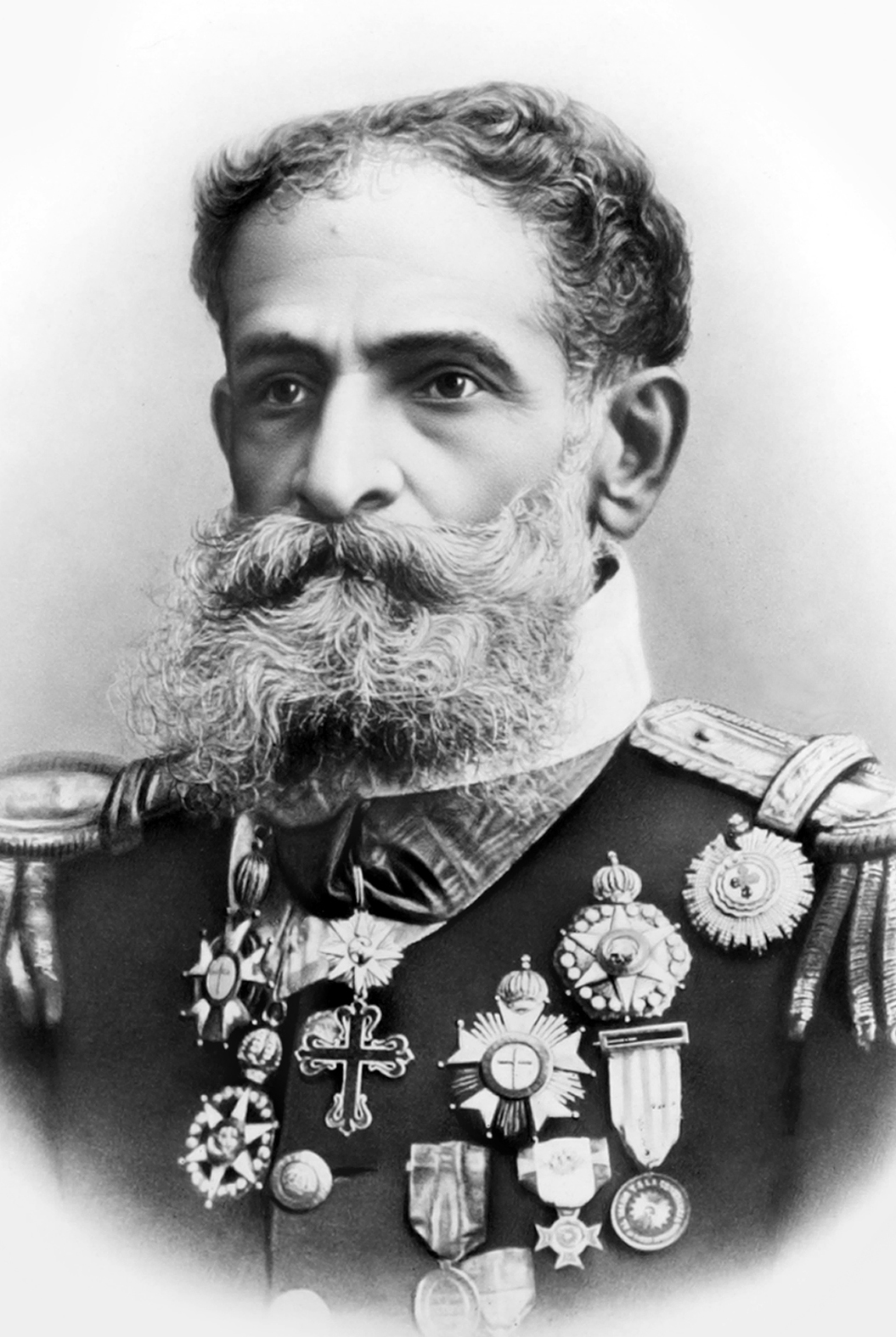
Deodoro da Fonseca.

  - V. S. Apte, sanscritólogo y lexicógrafo indio (n. 1858).
  - Pedro José Sevilla Yturralde, coronel y militar peruano (n. 1815).
- 23 de agosto: Deodoro da Fonseca, militar y primer presidente de la república de Brasil (n. 1827).

### Septiembre
- 6 de septiembre: Ramón Plá y Monge, empresario español (n. 1823).
- 16 de septiembre: Gerónima Montealegre de Carranza, primera dama y filántropa costarricense (n. 1823).
- 17 de septiembre: Rudolf von Ihering, jurista y filósofo alemán (n. 1818).

### Octubre
- 2 de octubre: Ernest Renán, escritor francés (n. 1823).
- 6 de octubre: Alfred Tennyson, poeta británico (n. 1809).
- 27 de octubre: William Harnett, pintor estadounidense (n. 1848).

### Diciembre
- 6 de diciembre: Werner von Siemens, ingeniero alemán, fundador de Siemens (n. 1816).
- s/f: Francisco Jareño y Alarcón, arquitecto español.